# 古魏镇
古魏镇，是中华人民共和国山西省运城市芮城县下辖的一个乡镇级行政单位。

## 行政区划
古魏镇下辖以下地区：
寿圣社区、亚宝社区、祥和社区、永乐社区、巍园社区、西矿路社区、东关村、南关村、西关村、北关村、太安村、董村、坑头村、窑头村、刘原村、汉渡村、城南村、兴耀村、柴涧村、三道斜村、王窑村、新村、华岳村、庙底村、县南村、令花村和郭原村。